# Laneuville-à-Rémy
Laneuville-à-Rémy ist eine französische Gemeinde mit 66 Einwohnern (Stand: 1. Januar 2022) im Département Haute-Marne in der Region Grand Est. Sie gehört zum Arrondissement Saint-Dizier und ist Mitglied im Gemeindeverband Communauté d’agglomération du Grand Saint-Dizier, Der et Vallées.
Laneuville-à-Rémy wurde 1972 mit Robert-Magny zur Gemeinde Robert-Magny-Laneuville-à-Rémy fusioniert und zum 1. Januar 2012 wieder separiert.
Die Gemeinde ist umgeben von den Nachbargemeinden Voillecomte im Norden, Wassy im Nordosten, Bailly-aux-Forges im Osten, Mertrud im Südosten, Sommevoire im Süden und La Porte du Der im Westen.
Das Gemeindegebiet ist zu über 80 % bewaldet.

## Bevölkerungsentwicklung

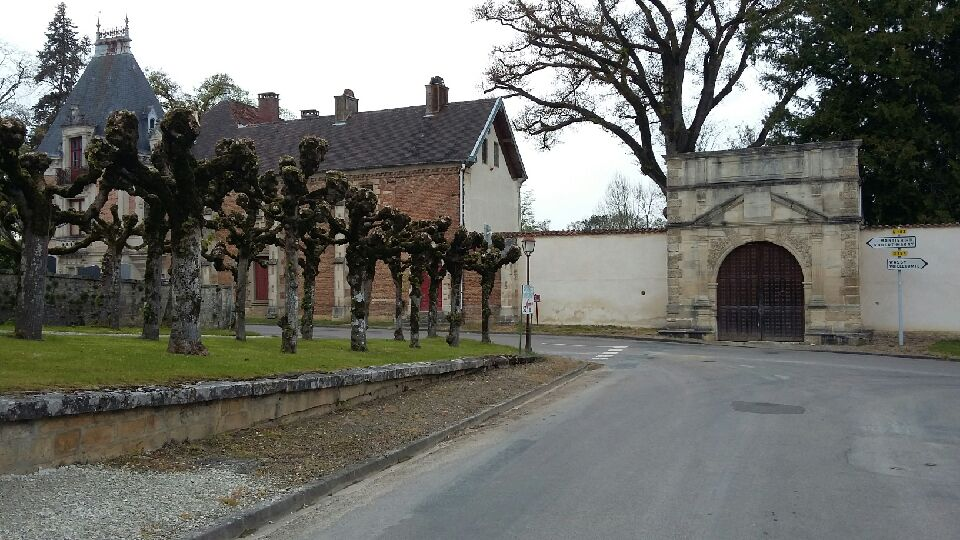
Eingang zum Schloss Laneuville

| Jahr      | 1962 | 1968 | 1975 | 1982 | 1990 | 1999 | 2008 | 2018 |
| --------- | ---- | ---- | ---- | ---- | ---- | ---- | ---- | ---- |
| Einwohner | 101  | 105  | 96   | 89   | 56   | 51   | 59   | 66   |